# Hoare
Hoare är en sjö i Antarktis. Den ligger i Östantarktis. Nya Zeeland gör anspråk på området. Hoare ligger 177 meter över havet.